# Степанов, Иван Петрович
Степанов Иван Петрович (13.06.1887 — 03.03.1951, Париж) — военный лётчик, генерал-майор, участник Первой мировой и Гражданской войны (белые), кавалер орденов Св. Станислава 3-й и 2-й степени, Св. Анны 3-й и 2-й степени, Св. Владимира 4-й степени, Св. Георгия 4-й степени, Георгиевским оружием. Командир 11-го авиационного дивизиона. Галлиполийец. Похоронен на кладбище Сент-Женевьев-де-Буа.

## Биография
Родился 13 июня 1887 года в Гродненской губернии Российской империи в дворянской семье. Отец — штабс-капитан. Окончил Полоцкий кадетский корпус, выпускник по 1-му разряду Михайловского артиллерийского училища (1906 год). Начал службу 30.06.1906 года подпоручиком в 28-й Артиллерийской бригаде. Преподавал в бригадной учебной команде, исполнял обязанности делопроизводителя 5-й батареи. 01.09.1909 года получил чин прапорщика.
С 08.09.1912 года в Отделе воздушного флота. Окончил теоретические авиационные курсы в Санкт-Петербургском политехническом институте, после чего обучался полётам в Севастопольской авиационной школе. Получил чин штабс-капитана 31.08.1913 года. За контрольный полёт Кача-Саки-Евпатория-Севастополь-Кача 10.10.1913 года получил звание «военного лётчика». Направлен для прохождения службы в 7-й авиаотряд.
Первую мировую войну встретил в должности командира 7-го авиаотряда. Принимал участие во множестве боевых и разведывательных полётах. 03.02.1915 года награждён орденом Святого Георгия 4-й степени:
«за авиаразведку 28.08.1914 в бою у Городковских позиций под губительным шрапнельным огнём, где дал ценные сведения о расположении вражеских батарей и подходе неприятельских дивизий».
05.02.1915 года получил чин Капитана.
С 31.12.1916 года по 17.10.1917 служил командиром 11-го авиационного дивизиона. Подполковник с 18.01.1917 года. 10.04.1917 года награждён Георгиевским оружием:
«за авиаразведку 11.06.1916 в направлении д. Бурканув, Котузов, Книловоды, в ходе которой выдержал пулемётный бой с немецким самолётом-истребителем и дал возможность лётчику-наблюдателю произвести фотографирование укреплений противника, чем способствовал успешным действиям 22-го армейского корпуса».
С16.08.1917 года — Полковник. Инспектор авиации Юго-Западного фронта.
Октябрьский переворот не принял. Участвовал в Белом движении на Юге России. Служил в авиационных частях Добровольческой армии, затем — в ВСЮР. Занимался авиационным снабжением и формированием авиационных частей, исполнял обязанности Инспектора авиации в Вооружённых Силах Юга России. Лично принимал участие в боях. в том числе под станицей Великокняжеской на реке Маныч с частями 10-й красной армии. 21.04.1920 года получил чин генерал-майора. Служил в Управлении начальника авиации в Армии генерала Врангеля П. Н. В ноябре 1920 года эвакуировался в Галлиполи. Служил в авиационной роте в техническом полку в Болгарии. Эмигрировал во Францию.
Умер генерал-майор Иван Петрович Степанов 3 марта 1951 года в Париже. Похоронен на кладбище Сент-Женевьев -Де-Буа.

## Награды
1. 12.02.1912 г. орден Святого Станислава 3-й степени.
2. 17.12.1913 г. орден Святой Анны 3-й степени
3. 03.02.1915 г. орден Святого Георгия 4-й степени
4. 22.11.1915 г. Орден Святого Владимира 4-й степени с мечами и бантом
5. 24.05.1916 г. орден Святого Станислава 2-й степени с мечами
6. 11.06.1916 г. Георгиевское оружие
7. 17.10.1916 г. орден Святой Анны с мечами.